# Andrena nigricula
Andrena nigricula là một loài Hymenoptera trong họ Andrenidae. Loài này được LaBerge & Bouseman mô tả khoa học năm 1977.